# 麻田ゆう子
麻田 ゆう子（あさだ ゆうこ、4月5日 - ）は広島県出身の実業家である。
日常会話（方言）は広島弁。

## 来歴
- 短大卒業後、メーカー勤務を経て、モデル事務所のマネージャーに転職。
- 2002年広島県にモデル事務所クレア設立。
- 2005年からリンパ専門のサロン経営に携わる。
- 2011年から麻田式を主宰。
- 2012年4月　光文社より、著書「麻田式全身パックダイエット」発刊。

## 出演・掲載
雑誌・その他
- 2012年5月2日「産経新聞」
- 2012年5月5日「中国新聞」
- 2012年5月22日「経済レポート」
- 2012年5月22日「女性自身」（光文社）
- 2012年6月16日「美ST」（光文社）
- 2012年7月14日「からだにいいこと」（祥伝社）
- 2012年7月31日「経済レポート」
- 2012年9月17日「美ST」別冊付録「美に効く名著100」（光文社）
- 2012年10月19日「のんびりほこほこ温泉へ行こう」付録「第一三共ミノン」
- 2012年11月7日 中国放送「イマなま3チャンネル」
- 2012年11月25日 TJインフォメーション
- 2012年12月 日経ヘルス（日経BP）

## 著書
- 『麻田式全身パックダイエット』（2012年、光文社）